# John Evans (archeologo)
Sir John Evans (Britwell Court, 17 novembre 1823 – Berkhamsted, 31 maggio 1908) è stato un archeologo, numismatico e geologo britannico.

## Biografia
Evans era il figlio del Rev. Dr A. B. Evans, direttore  Grammar School di Market Bosworth, e nacque a Britwell Court, nel Buckinghamshire. Fu per molti anni capo della grande cartiera di John Dickinson a Nash Mills nel Hemel Hempstead, ma era più noto come antiquario e numismatico, in questo caso collezionista di oggetti e monete antiche.
Fu autore di tre testi, divenuti uno standard nei loro rispettivi settori: The Coins of the Ancient Britons (1864); The Ancient Stone Implements, Weapons and Ornaments of Great Britain (1872); and The Ancient Bronze Implements, Weapons and Ornaments of Great Britain and Ireland (1881). Scrisse anche una notevole quantità di articoli su importanti temi archeologice e geologici: rilevanti i lavori Flint Implements in the Drift comunicato nel 1860 e nel 1862 su Archaeologia, l'organo della Society of Antiquaries. Fu anche presidente di questa società dal 1885 al 1892, e fu anche presidente della Numismatic Society dal 1874 fino alla morte; sotto la sua presidenza, nel 1904, la società ottenne per decreto reale il titolo di Royal Numismatic Society. La sua attività di numismatico fu premiata nel 1887 con l'assegnazione della medaglia della Royal Numismatic Society.
Fu anche presidente della Geological Society of London, 1874–1876; del Anthropological Institute, 1877–1879; della Society of Chemical Industry, 1891–1893; e della British Association, 1897–1898. Divenne Fellow della Royal Society nel 1864 e per venti (1878–1898) ne fu tesoriere. 

### Famiglia
Come presidente della Society of Antiquaries fu ex officio trustee (membro del consiglio d'amministrazione) del British Museum, ed in seguito membro permanente. Ebbe diversi riconoscimenti accademici comprese  lauree ad honorem da università; fu anche membro corrispondente dell'Institut de France. Ottenne il  KCB nel 1892.
Evans si sposò tre volte, fu vedovo due ed ebbe sei figli.  Sposò Harriet Ann Dickinson, figlia di John Dickinson ed assieme ebbero cinque figli.
- Arthur John Evans (1851-1941)
- Lewis Evans (1853-1930)
- Philip Norman Evans (1854-1893)
- Alice Evans (1856-1882)
- Harriet Ann Evans (1857-1938)

Harriet morì nel 1858, ed Evans sposò Frances Phelps, che morì nel 1890.  Allora sposò Maria Millington Lathbury ed ebbero una figlia Joan Evans.
Il suo primogenito fu sir Arthur Evans, curatore dell'Ashmolean Museum e responsabile degli scavi della Creta minoica. Il figlio più giovane, Lewis Evans continuò gli affari di famiglia e collezionò strumenti scientifici che hanno formato il nucleo della collezione del Museum of the History of Science, Oxford.  Joan Evans divenne una storica dell'arte medievale francese e inglese.